# Carlo Bazzi
Carlo Bazzi (6. červen 1875 Turín – 6. května 1947 Milán) byl italský malíř, působící na severu Itálie v první polovině 20. století.

## Životopis
Carlo Bazzi se narodil v Turíně.. Studoval malbu na Akademii výtvarných umění Brera u Giuseppe Bertiniho a Vespasiano Bignamiho. Od roku 1897 působil v milánském Triennale, kde získal ateliér. Od té doby byl pod vlivem svého přítele malíře Stefana Bersaniho, se kterým často chodil a maloval kolem Comského jezera. Maloval zejména krajiny.
Žákem Carlo Bazziho byl malíř Arrigo Parnisari.
V roce 1906 otevřel v Miláně obchod s uměleckým sklem, spolu s umělcem Salvatore Corvayou.
Jeho obrazy se objevují ve sbírce Banca Commerciale Italiana, poté se sloučí s Intesa San Paolo.
Spolu s Angiolo D'Andrea se postaral o autentizaci všech obrazů, které jeho přítel Guido Cinotti nepodepsal.

## Styl
V dílech Carla Bazziho se objevují charakteristiky pečlivého vykreslení reality, které vyplývají z jeho dlouhé a úspěšné činnosti miniaturisty na látce a poté na uměleckých skleněných oknech. Na Výstavě krásného umění 1897 vystavil „Studie interiéru“ a získal velkou slávu v Miláně s obrazem „In sul dí“, který byl vystaven v Miláně v roce 1898. Věnoval se krajinám, přičemž upřednostňoval horské nebo mořské scenérie malované en plein air.

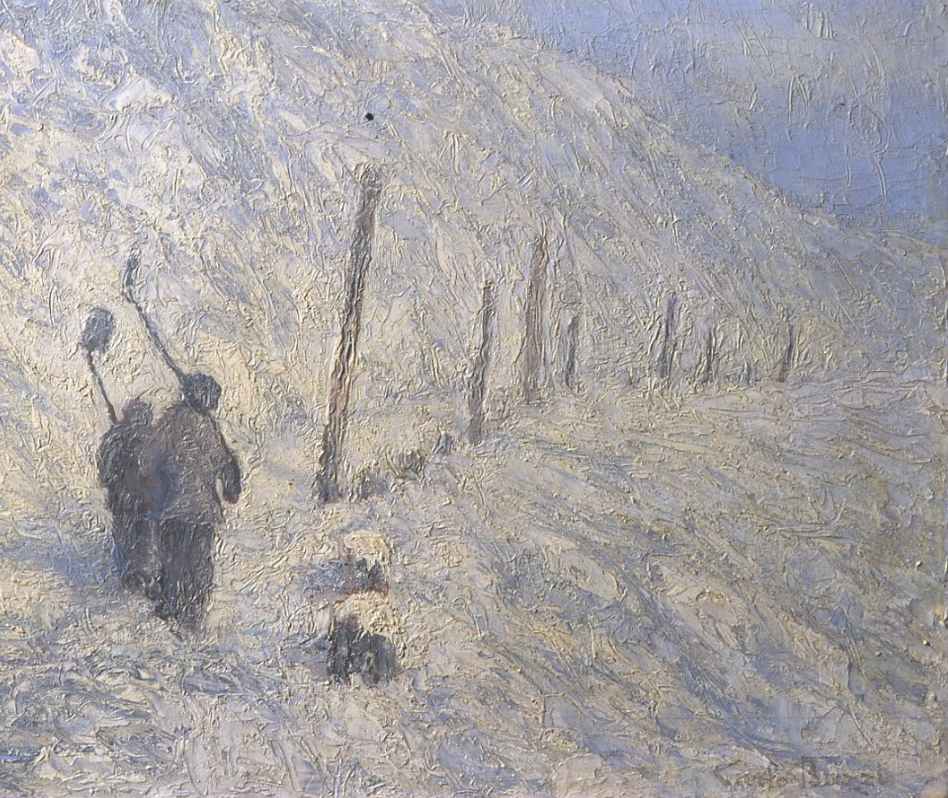
Carlo Bazzi, "Lo Spluga", Banca Intesa Sanpaolo, Gallerie d'Italia
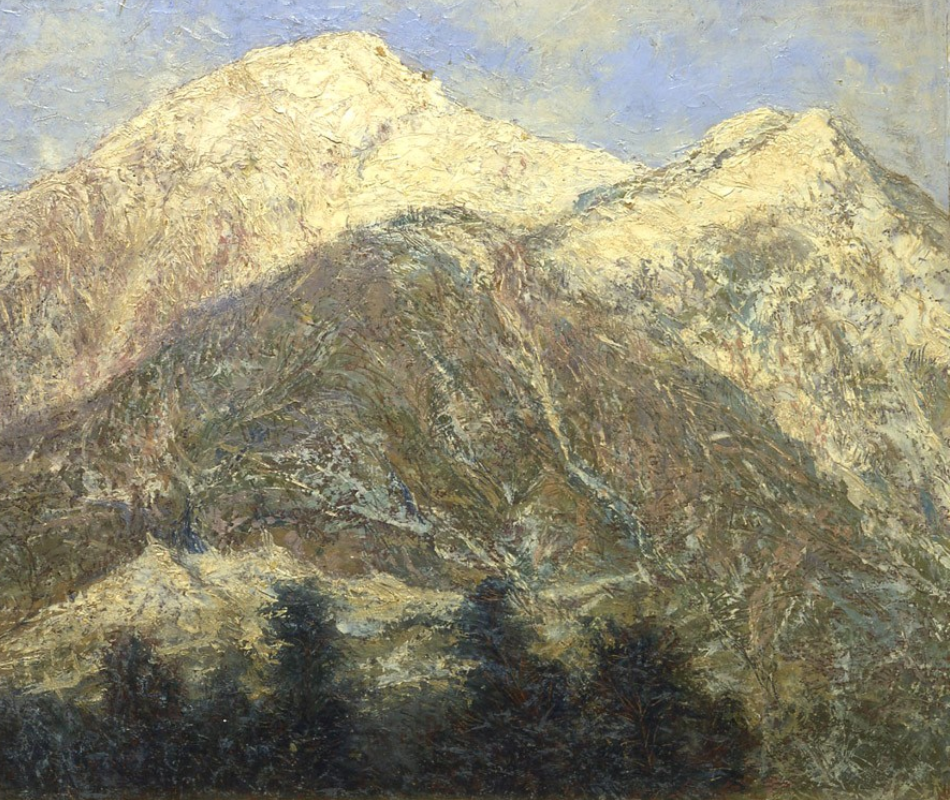
Carlo Bazzi, "L'alta valle d'Ayas", Banca Intesa Sanpaolo, Gallerie d'Italia
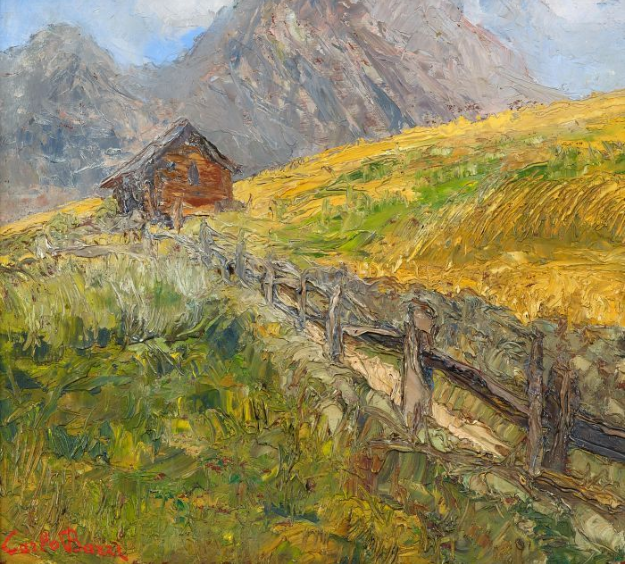
Carlo Bazzi, "Lierna Lake Como"
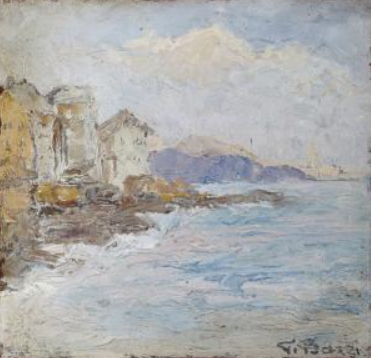
Carlo Bazzi, "Portofino"
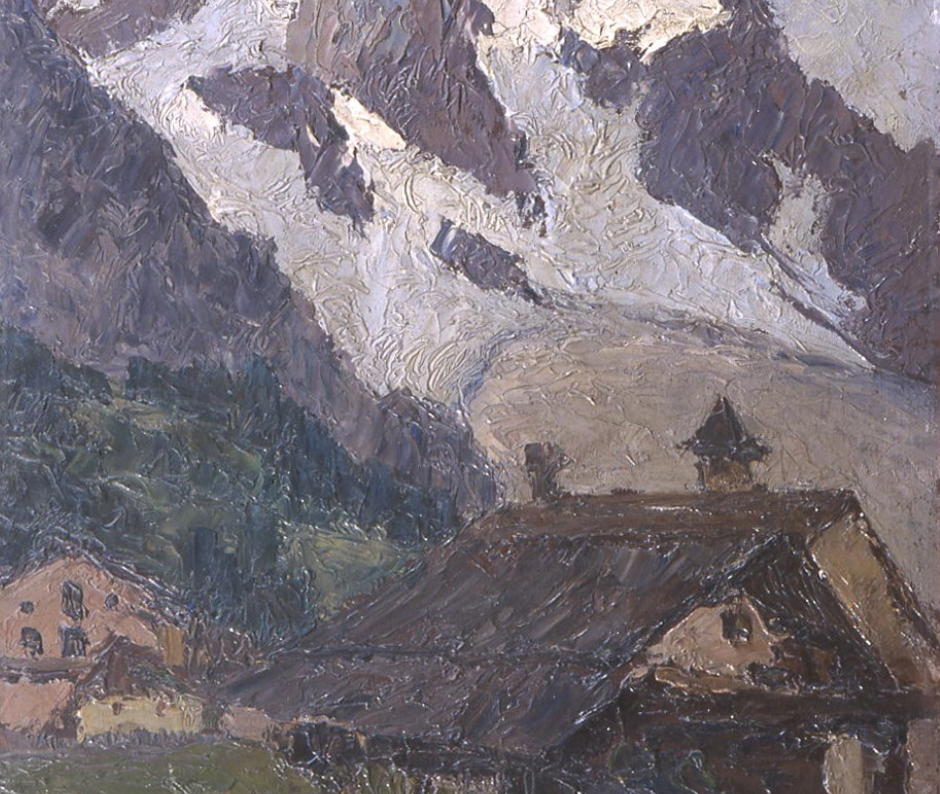
Carlo Bazzi, "Pomeriggio a Entreves", Banca Intesa Sanpaolo, Gallerie d'Italia

## Výstavy
- Národní výstava v Miláně, 1984
- Trienále z roku 1900, jeho nejdůležitější práce nazvaná "Zvedání slunce ve Spluga" (Levata del sole allo Spluga), 1900[7][8]
- Brera Národní výstava umění, s prací "Verso sera", 1922

## Muzea
- Muzeum Piazza Scala Gallerie d'Italia, Milán
- Moderní galerie umění (Milán), malba
- Palác Banka Itálie (Banca d'Italia), Milán, umělecké vitráže
- Collezioni d'arte della Fondazione Cariplo, Milan, malba
- Ambrosian Library, Milan, umělecké vitráže
- Ambrosiana Pinacoteca, Milánsko, umělecké vitráže
- Kostel San Jose do Milán Polyklinik, umělec z vitráže
- Villa della Reina (Margherita di Savoia) Bordighera, umělecké vitráže
- Società e Artisti Patriottica Milán, malba
- Aukce Raccolte dell'Ospedale Maggiore, Milan, malba
- Pinacoteca Verbanese, Magazzeno Storico Verbanese, Verbania, Intra, Malování

## Umělecká díla
- En sul Di 1898
- Autunno sul Lago (33x25m), olej na plátně
- Levata del sole allo Spluga (145x97 cm), olej na plátně, Esposizione Triennale, 1900
- Valcuvia (33,5x54,5 cm), Olej na překližce
- Paesaggio montano (34,5x55cm) olej na panelu
- Italienische küstepartie bei Génova
- Paesaggio e figura (40x30cm), olej na plátně
- Paesaggio con albero